# 새우말
새우말은 거머리말과의 여러해살이 해초로 학명은 Phyllospadix iwatensis이다.

## 분포
한국·일본·중국 등 주로 온대에 분포하는 여러해살이 해초로 바다의 수심 1-8m 되는 깊은 곳의 바위틈에서 자란다.

## 특징
식물체는 땅속줄기로 기어가고 마디 사이가 짧으며 뭉쳐난다. 잎은 끝이 둥글고 길이 20-100cm, 나비 2-4.5mm이다. 또한 3개의 잎맥이 세로로 뻗고 윗가장자리에 잔 톱니가 있으며 기부에는 잎집이 있어 넓어진다. 꽃은 3월에 피고 땅속줄기에서 포에 싸여 자라며 길이 10cm 정도이다. 꽃줄기는 길이 3cm 정도이다. 암수딴그루로서 암꽃은 작은 꽃줄기가 없는 1개의 씨방으로 되며, 수꽃은 꽃줄기가 없고 꽃가루주머니가 1실로 되어 있다. 열매는 심장형이며 길이와 나비가 4mm 정도이고 양 끝이 좁다. 꽃의 싹을 옆에서 보았을 때 새우와 비슷하기 때문에 새우말이라고 한다.